# Solenopsis jacoti
Solenopsis jacoti är en myrart som beskrevs av Wheeler 1923. Solenopsis jacoti ingår i släktet eldmyror, och familjen myror.

## Underarter
Arten delas in i följande underarter:
- S. j. jacoti
- S. j. pekingensis